# Massa di chirp
La massa di chirp del sistema compatto di una stella binaria con massa delle componenti {\displaystyle m_{1}} e {\displaystyle m_{2}} è data da:
{\displaystyle {\mathcal {M}}={\frac {(m_{1}m_{2})^{3/5}}{(m_{1}+m_{2})^{1/5}}}}.
Nella teoria della relatività generale, la massa di chirp è il parametro di massa che, all'ordine principale, determina l'evoluzione dell'ampiezza e della frequenza del segnale di un'onda gravitazionale emessa dal sistema binario nella fase di spiraleggiamento. All'ordine più basso di una espansione post-newtoniana, l'evoluzione della fase della forma d'onda dipende solamente dalla massa di chirp: 
{\displaystyle {\mathcal {M}}={\frac {c^{3}}{G}}\left({\frac {5}{96}}\pi ^{-8/3}f^{-11/3}{\dot {f}}\right)^{3/5}}
dove {\displaystyle c}, {\displaystyle G}, {\displaystyle f} and {\displaystyle {\dot {f}}} sono rispettivamente la velocità della luce nel vuoto, la costante di gravitazione universale, la frequenza dell'onda gravitazionale osservata e la derivata prima di {\displaystyle f} rispetto al tempo. Di conseguenza, nell'astronomia delle onde gravitazionali, la massa di chirp può essere accuratamente misurata dai rilevatori a partire dalla frequenza e dalla distorsione gravitazionale di un'onda gravitazionale.
Riscrivendo la soprastante equazione in modo da ottenere l'evoluzione della frequenza delle onde gravitazionali provenienti dalla coalescenza di una stella binaria si ottiene:
{\displaystyle {\dot {f}}={\frac {96}{5}}\pi ^{8/3}\left({\frac {G{\mathcal {M}}}{c^{3}}}\right)^{5/3}f^{11/3}}
Integrando tale equazione rispetto al tempo si ha quindi:
{\displaystyle {\frac {96}{5}}\pi ^{8/3}\left({\frac {G{\mathcal {M}}}{c^{3}}}\right)^{5/3}t+{\frac {3}{8}}f^{-8/3}+C=0}
dove C è la costante di integrazione. Inoltre, ponendo {\displaystyle x\equiv t} e {\displaystyle y\equiv {\frac {3}{8}}f^{-8/3}}, la massa di chirp può essere calcolata dall'inclinazione della retta ottenuta dalla rappresentazione su un piano cartesiano dei punti di coordinate (x, y).